# Hilterfingen
Hilterfingen är en ort och kommun i distriktet Thun i kantonen Bern, Schweiz. Kommunen har 4 082 invånare (2023).
Hilterfingen består av de båda ortsdelarna Hünibach och Hilterfingen-Dorf. Orten ligger vid Thunsjön och är sammanvuxen med grannorterna Thun och Oberhofen.